# Thomas Fitzpatrick

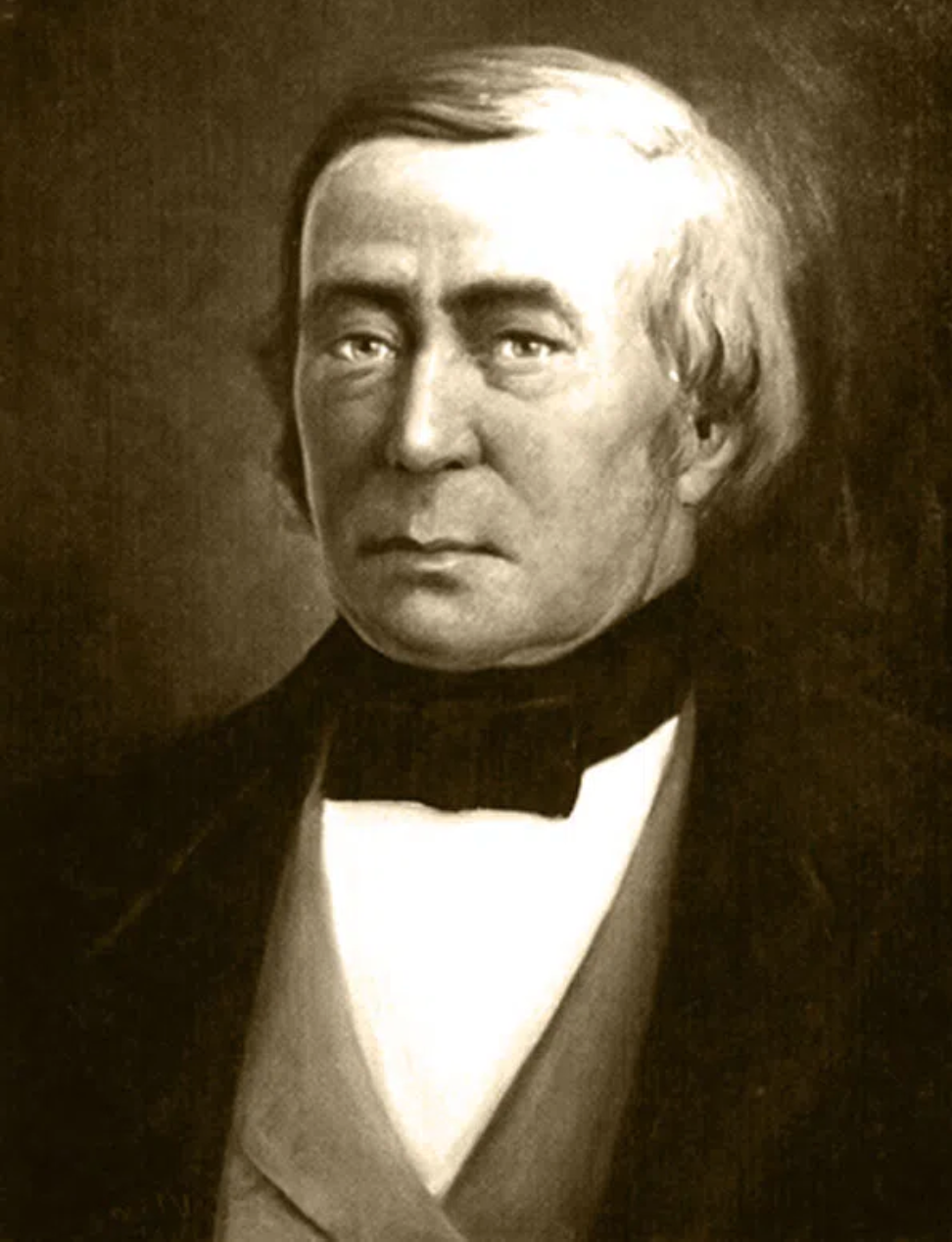
Retrato de Thomas Fitzpatrick

Thomas Fitzpatrick, también conocido como Broken Hand (en español, mano rota) (Irlanda, 1799 — Estados Unidos, 7 de enero de 1854), fue un trampero, hombre de las montañas y pionero estadounidense de origen irlandés.
Fitzpatrick fue uno de los integrantes de la legendaria expedición conocida como los Cien de Ashley (1823-1826), una expedición para obtener pieles organizada por la Rocky Mountain Fur Company, compañía de la que llegó a ser un destacado líder. En esa expedición, junto con Jedediah Smith lideró una partida de tramperos que descubrió en 1824 el paso Sur (South Pass) en la divisoria continental, en el actual estado de Wyoming. 
Fitzpatrick fue el responsable de conducir las dos primeras caravanas de emigrantes a Oregón, incluida en 1841 la caravana de Bartleson-Bidwell. También fue oficial guía de John C. Frémont en su larga expedición (1842-1846) y también guio al coronel Philip Kearny y sus Dragones a lo largo de los senderos hacia el Oeste, para impresionar a los nativos con sus espadas y obuses. 
Fitzpatrick negoció el tratado del fuerte Laramie (1851) en el mayor consejo nunca celebrado con los jefes de las tribus nativas de las Grandes Llanuras. 
Fitzpatrick, uno de los montañeses más pintorescos, también tomó parte en muchos de los acontecimientos más importantes en la apertura del Lejano Oeste.